# Jesús del Gran Poder

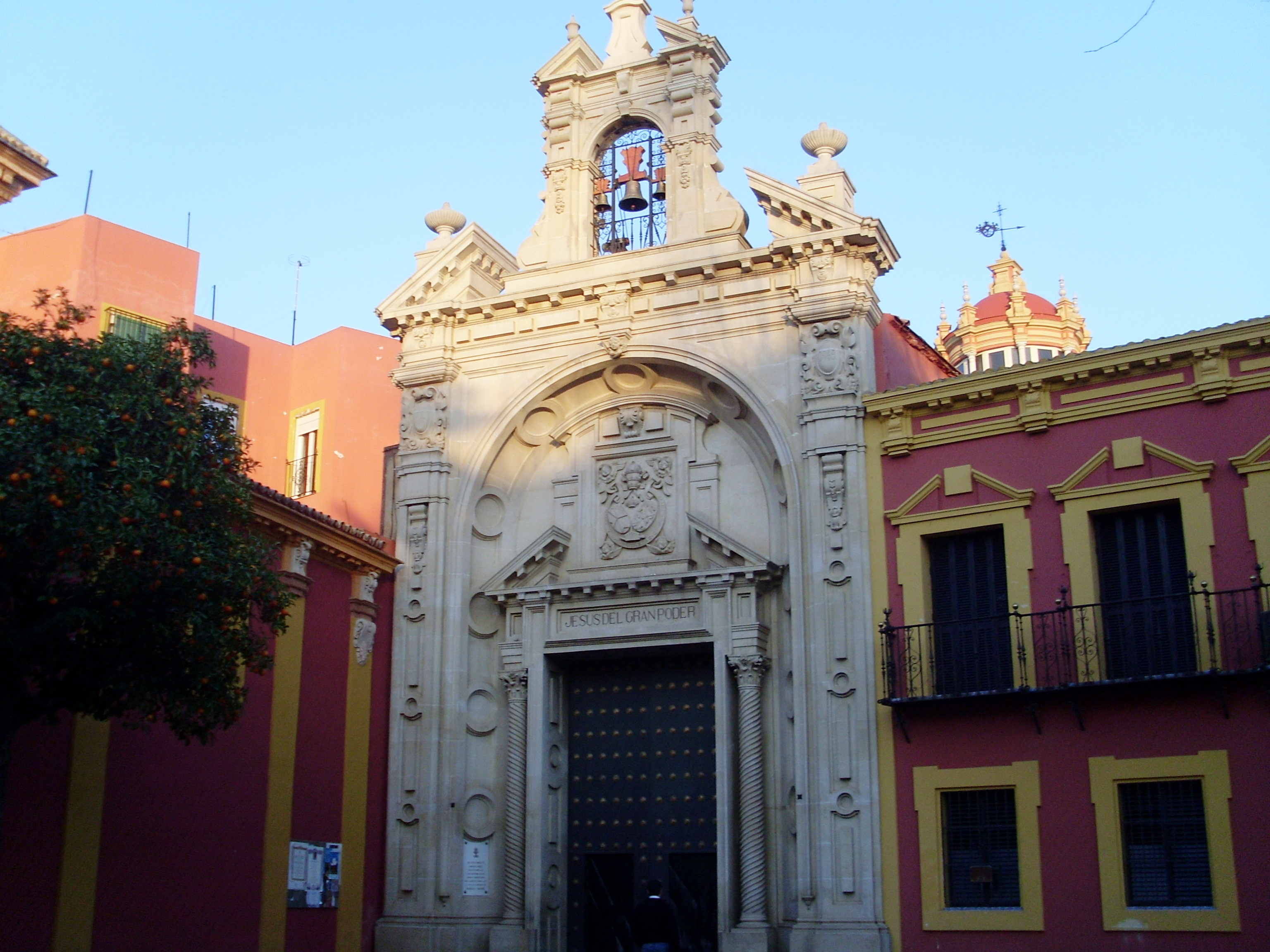
Basílica de Jesús del Gran Poder

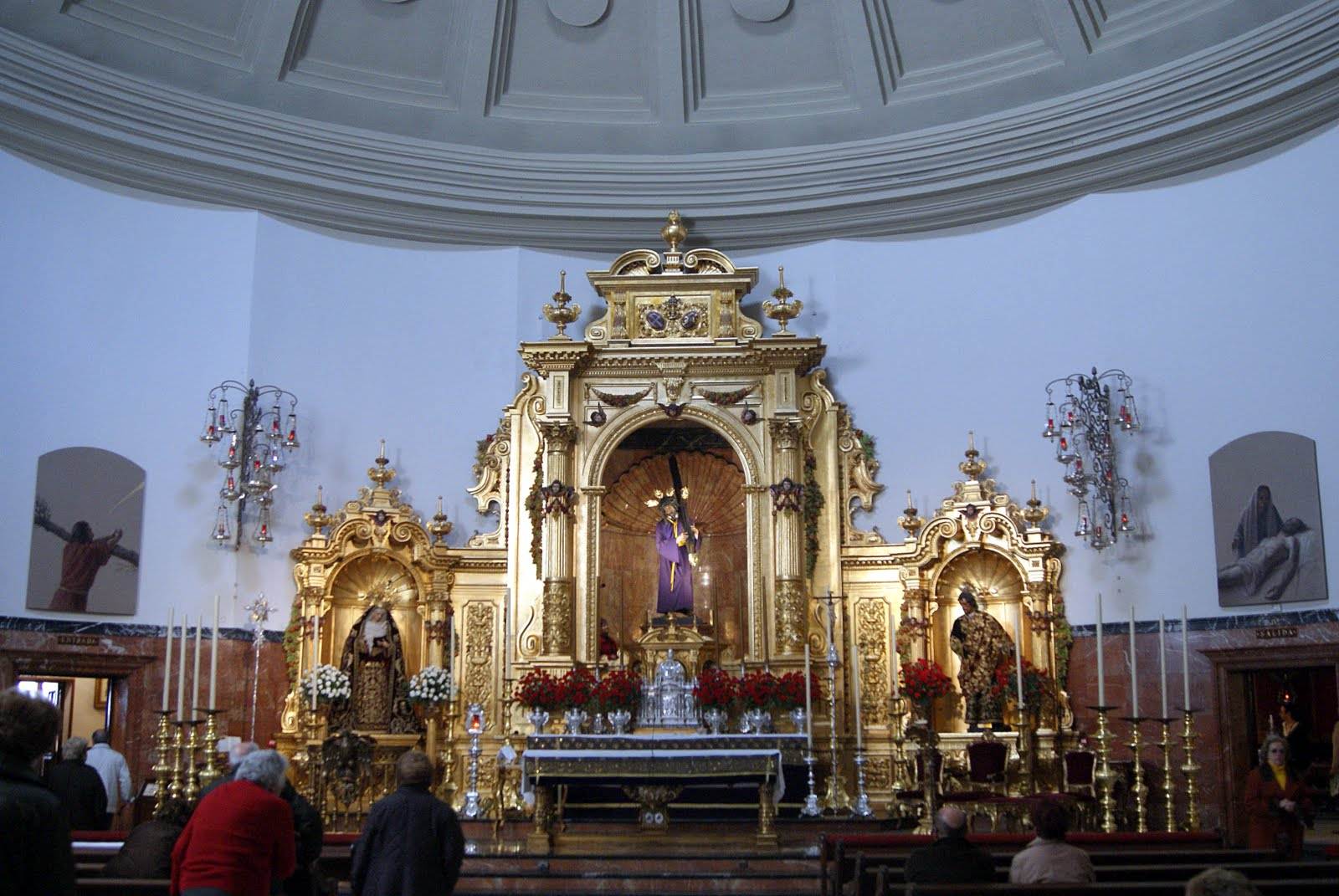
Hochaltar

Die Basílica de Jesús del Gran Poder (deutsch Basilika Jesu der Großen Macht) ist eine römisch-katholische Kirche im Stadtteil San Lorenzo von Sevilla in Andalusien, Spanien. Die Kirche des Erzbistums Sevilla führt das Patrozinium Jesus von Nazaret und trägt den Titel einer Basilica minor. Die neoklassizistische Kirche mit einer neobarocken Fassade wurde in den 1960er Jahren als Andachtskirche für die Darstellung der aus dem 17. Jahrhundert stammenden Figur Jesús del Gran Poder gebaut.

## Geschichte
Die Pfarrkirche San Lorenzo wurde nach der Reconquista im 13. Jahrhundert im gotischen Mudejar-Stil über einer früheren Moschee errichtet, das Minarett wurde als Kirchturm integriert. Ein früherer Innenhof der Moschee für die Waschungen bildet den heutigen Plaza de San Lorenzo. Dort fand seit dem 18. Jahrhundert die Verehrung des Jesús del Gran Poder statt, der bei den Prozessionen von einer Bruderschaft durch die Stadt getragenen wurde. 
Auf einem Grundstück neben der Pfarrkirche San Lorenzo wurde 1965 gemeinsam mit einem Bruderschaftshaus die Basilika erbaut. Sie wurde von Alberto Balbontén de Orta und Antonio Delgado y Roig entworfen. 1992 verlieh ihr Papst Johannes Paul II. den Titel einer Basilica minor.

## Beschreibung

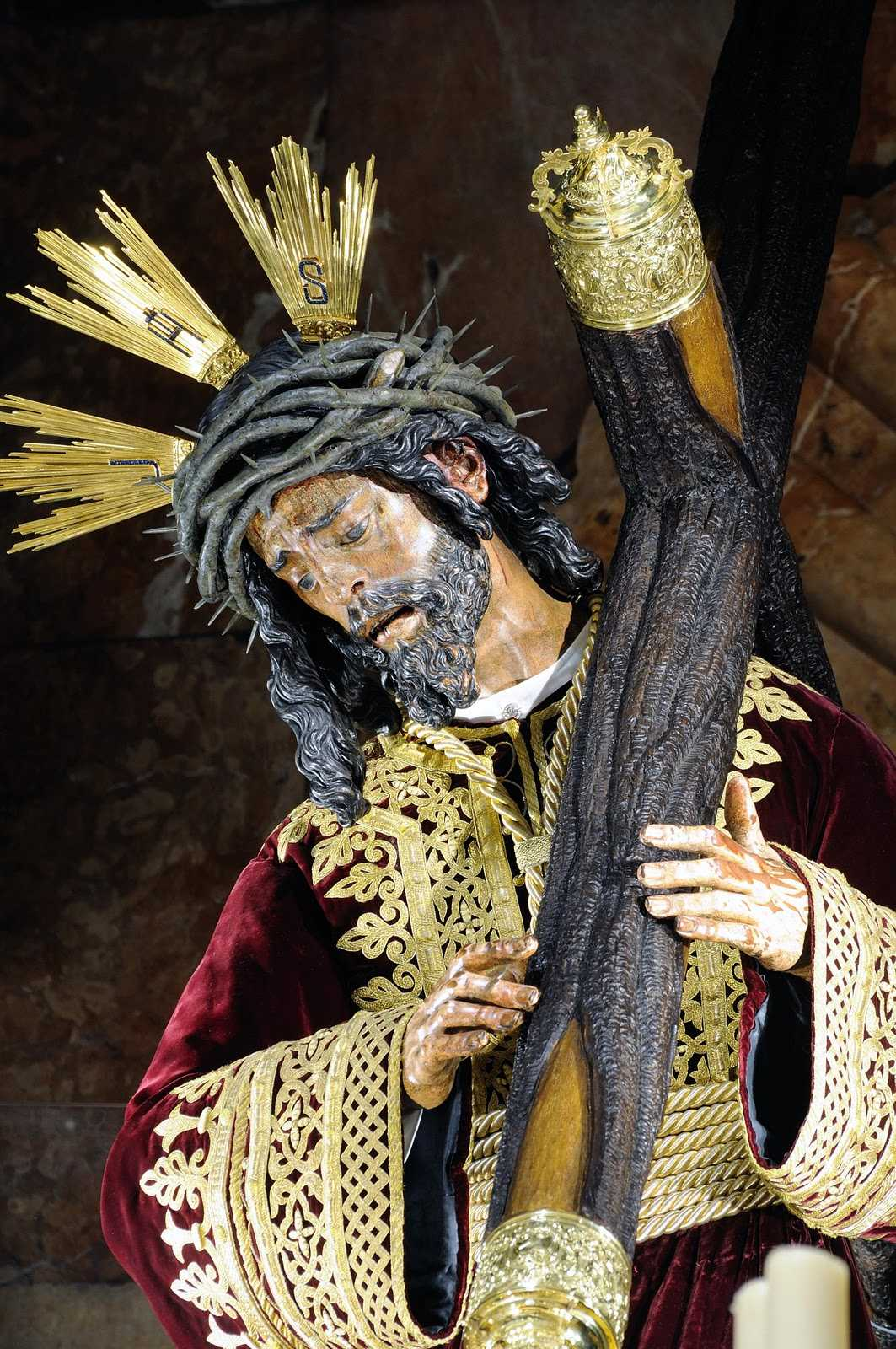
Jesús del Gran Poder

Die Fassade ist von einem anderen Projekt inspiriert, das die gleichen Architekten für die Erzbruderschaft von Jesus dem Nazarener entworfen hatten. Die Fassade ist neobarock. Das Portal bilden drei übereinanderliegende Giebel mit einem Glockenreiter. Im Inneren der Basilika scheint die große Kuppel und die Form des Raumes von der des Pantheons in Rom inspiriert zu sein. Der Raum hat eine kreisförmige Form ohne tragende Elemente, mit einem großen Eingangsatrium und einer Kuppel mit einer Kassettendecke und einer zentralen Laterne. Das Schiff ist einfach und  mit einem hohen Sockel aus rotem und schwarzem Marmor und bündiger, weißer Kannelierung, es ist mit 14 Stationen des Kreuzwegs geschmückt. Auf der Eingangsempore ist die von 1799 stammende Orgel installiert.

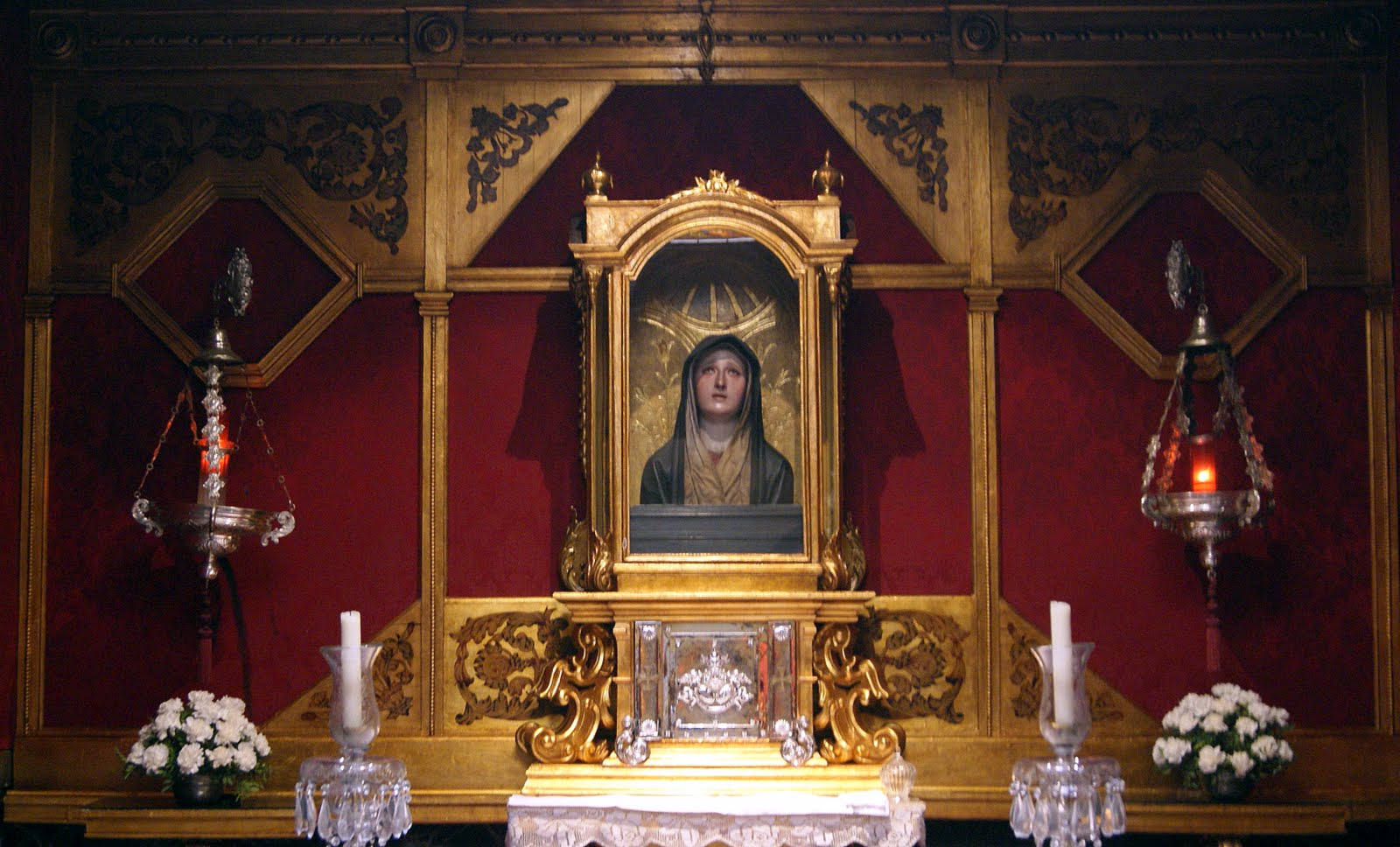
Marienbüste in der Sakramentskapelle

Die Schnitzereien des Retabels sind das Werk von Manuel Guzmén Bejarano. Das zentrale Altarbild wurde nach dem Abbild der ursprünglichen Pfarrei San Lorenzo angefertigt, inspiriert von einer Zeichnung von Gonzalo de Bilbao. Jesús del Gran Poder befindet sich in einer großen Nische, die mit rosa Marmor bedeckt ist und deren Oberteil als Jakobsmuschel geformt ist. Die Sakramentskapelle mit einem rechteckigen Grundriss präsentiert eine Marienbüste im Granada-Stil.
Innerhalb der Basilika wird das Bild von Jesús del Gran Poder verehrt, der das Kreuz auf der Schulter trägt, eine Schnitzerei von Juan de Mesa im Jahre 1620, der in diesem Jahr auch das Bildnis des hl. Johannes des Evangelisten schuf. Als dritte Statue ist Maria Dolorosa aus dem 18. Jahrhundert Teil der Passionsprozession am Karfreitag. Die Heiligenfiguren werden im weiteren Jahr in einem Museumraum in der Nähe der Basilika aufbewahrt.